# Сырлыкала
Сырлыкала (каз. Сырлықала) — село в Павлодарской области Казахстана. Находится в подчинении городской администрации Аксу. Входит в состав сельского округа им. Мамаита Омарова. Код КАТО — 551653500.

## Население
В 1999 году население села составляло 224 человека (108 мужчин и 116 женщин). По данным переписи 2009 года, в селе проживало 190 человек (100 мужчин и 90 женщин).